# Ахалсопели (Ланчхутский муниципалитет)
Ахалсопели (груз. ახალსოფელი) — село в Грузии, на территории Ланчхутского муниципалитета края (мхаре) Гурия.

## География
Село находится в западной части Грузии, к северу от реки Супсы, на расстоянии приблизительно 14 километров (по прямой) к западу от города Ланчхути, административного центра муниципалитета. Абсолютная высота — 18 метров над уровнем моря.

## Население
По результатам официальной переписи населения 2014 года, в Ахалсопели проживало 811 человек (405 мужчин и 406 женщин). В национальной структуре населения грузины составляли 99,3 %, армяне — 0,4 %, украинцы — 0,2 %.
| Год  | Население, человек |
| ---- | ------------------ |
| 2002 | 938                |
| 2014 | ↘ 811              |